# Thanatos -サナトス-
『Thanatos -サナトス-』はバーディーソフトから1991年3月に発売されたアダルトゲームである。
本作はコマンド選択式のアドベンチャーだが、移動可能な場所の制限がかけられており、物語の流れは直線的である。また、グラフィックは一人称視点で描かれている。
一方で、物語の舞台となる3つの企業ビルは3Dダンジョン仕立てとなっている。

## あらすじ
シャーロック・ホームズにあこがれて横浜で探偵事務所を運営している主人公は、新聞記事を通じて親友の中本常明が何者かによって射殺されたことを知り、新宿にある彼の事務所へ向かう。その後、主人公のもとへ、貿易会社ALL JAPAN TRADING(以下：A・J・T)の裏家業に関する資料が中本名義で送られてくる。
柏木沙夜香という女性からの依頼を受け、主人公は調査のために同社ビルに潜入する。主人公は、ビルに住んでいる東雲和美という女子大生との性交を通じて麻薬取引の日程を聞き取り、現場を押さえることに成功する。主人公は旧友の岸辺を通じてA・J・Tの悪事の証拠をマスコミに流すところまではよかったが、取引の翌日、同社社長の剛徳寺が自殺したという報道が流れる。
その後、主人公はポルノ映画館にいた情報屋から越前屋についての情報を得、同社ビルに向かう。同社の社長であるジョー・ロバーツとの戦いの後、主人公は情報屋から沙夜香が3年前に死亡した医学博士・朝霧教授の娘であり、コズミック・エンタープライズ（以下：C・E）という別の会社の秘書課で働いていることを知らされる。主人公は沙夜香本人にそのことを聞くと、契約の解除を申しだされる。その後、主人公は朝霧研究所に向かい、沙夜香と再会し、あるものを託される。
新宿区の東京都庁の裏にあるC・E本社ビルへ赴いた主人公は、同社代表であるグレート・G・ギャラクシーとの死闘に臨む。

## 評価
| 項目           | 点数（5段階評価） |
| -------------- | ----------------- |
| グラフィック度 | 4                 |
| 美少女度       | 4                 |
| 熱中度         | 4                 |
| ゲーム性       | 3                 |
| 過激度         | 2                 |

『美少女ゲーム最前線パート5』の批評では、RPGのような戦闘シーンが物語全体を引き締めるのに十分役立っているとし、女性との性交渉による情報収集という構図により、無意味なラブシーンがない点を評価している。　
同時に、RPGほどではないものの、物語の舞台となるビルの中は複雑であり、プレイ中に自分の現在地を見失いやすいとも指摘している。

### 雑誌記事
- 『美少女ゲーム最前線 パート5』辰巳出版、1991年11月1日。
  - 「よくわかる美少女ゲーム 傾向と対策編 Thanatos -サナトス-」、36-37頁。
  - 「よくわかる美少女ゲーム 深～く愛して攻略データ編 Thanatos -サナトス-」、80-81頁。